# 2005 au Maroc
Chronologie du Maroc
- 2001
- 2002
- 2003
- 2004
- 2005
- 2006
- 2007
- 2008
- 2009

Cet article présente les faits marquants de l'année 2005 au Maroc ou relatifs au Maroc.

## Événements
- Jumelage d’Oujda et Lille[1].
- 7 novembre 2005 : grave accident de circulation survenu sur l'axe routier reliant Essaouira à Agadir. Le nombre de victimes s'élève à huit personnes tuées et 12 autres blessées, dont dix grièvement.